# Facetune
Facetune es una aplicación para dispositivos móviles (“app”) lanzada el 6 de marzo de 2013 por la empresa Lightrick. Sirve para editar, mejorar y retocar fotografías desde un dispositivo iPhone, iPad o Android. La app es usada con frecuencia para editar selfies, aunque no es el único uso. Las distintas opciones permiten a los usuarios blanquear sus dientes, eliminar imperfecciones, hacer que la piel parezca más homogénea, desenfocar, difuminar e incluso redefinir formas y contornos. Facetune también ofrece a sus usuarios una gran variedad de filtros, texturas, contrastes y opciones de marcos. Facetune 2, la nueva generación de Facetune, fue lanzada en noviembre de 2016 con una versión gratuita. Permite a sus usuarios perfeccionar sus selfies con muchas más características. Las nuevas herramientas proporcionan una edición facial realista (cambiar la expresión facial, por ejemplo) o iluminar un sujeto que en la imagen original ha quedado subexpuesto.
Los usuarios de Facetune utilizan esta aplicación que sirve fundamentalmente para la edición de retratos, para así presentar la mejor versión de ellos mismos en internet y las redes sociales.

## Historia
Facetune fue lanzada el 6 de marzo del 2013 para iOS, aunque posteriormente fue introducida en Android. Antes del lanzamiento de Facetune 2, la aplicación costaba 3.99 dólares por descarga. Se cambió a un modelo de suscripción en 2016. Facetune 2 es una aplicación gratuita pero ofrece una opción de suscripción que proporciona un acceso ilimitado a todas las herramientas y contenido. El éxito de Facetune se debe a que permite a sus usuarios corregir imperfecciones, mejorar la complexión facial y realizar otras manipulaciones en sus fotografías que sólo se podían conseguir a través de programas de ordenador como Photoshop.
En 2016, la aplicación se convirtió en la aplicación de pago best-seller #4 de Apple. Tras un año de su lanzamiento, la aplicación se clasificó #1 en la categoría de foto y vídeo en 120 países, y consiguió convertirse en la aplicación de pago #1 en 150 países. Fue nombrada una de las mejores aplicaciones de la App Store en 2013 y fue la aplicación más descargada en Apple del año 2017. Facetune se ha descargado más de 60 millones de veces. También recibió el galardón de mejor aplicación en Google Play de 2014.
Facetune ha sido reconocida por múltiples publicaciones como The New York Times, USA Today, The NY Daily News, The Huffington Post o Mashable, entre otras. Celebrities como Khloé Kardashian han demostrado su entusiasmo por el uso de Facetune en sus redes sociales. También se ha vuelto popular entre la comunidad influencer de YouTube, con figuras como James Charles, Nikita Dragun o Tana Mongeau. Los desarrolladores de la aplicación participaron en un panel especial de la DragCon LA 2018 y también patrocinaron uno de los episodios de la temporada 11 de RuPaul's Drag Race. Sarah Hyland admitió haber usado Facetune en sus publicaciones de Instagram.

## Características de edición
Las herramientas disponibles para los usuarios de Facetune 2 se pueden clasificar en las siguientes categorías. La mayoría ofrecen la opción de controlar la intensidad del efecto mediante barras deslizantes, con tal de hacer un uso más sencillo:
- Retocar: Las herramientas incluyen la opción de difuminar, la opción de enmascarar granos, imperfecciones y arrugas, blanquear los dientes, añadir rubor, redefinir y ajustar ciertas proporciones de la cara. Algunas opciones también se focalizan en los ojos, que permiten jugar con el cambio de color, el grado de detalle y los reflejos.
- Artístico: Las herramientas incluyen reajuste, difuminar y cambiar el fondo detrás del sujeto, y escoger entre una gran variedad de filtros. También hay filtros especiales que incluyen el efecto de luz distorsionada por un prisma y otros ejectos vía LightFx, reflejos, pintura y maquillaje.
- Fotografía: Se pueden cambiar parámetros como la saturación y la estructura. Los usuarios también pueden eliminar sombras o iluminar partes de la fotografía.

Otras características adicionales son la capacidad de ver cómo quedarían determinados efectos antes de hacer la fotografía (a través de la cámara). De este modo, permite experimentar con la forma y medida de los ojos o con la tonalidad de los dientes en tiempo real.

## Críticas
Facetune permite crear una versión de uno mismo que se aproxime más a los cánones de belleza que existen en la sociedad. Los retoques fotográficos pueden crear un efecto perjudicial sobre la autoestima de sus usuarios, ya que la imagen creada con los dispositivos móviles es irreal, y esto produce malestar con uno mismo (afecta sobre todo en el público más joven). Muchos adolescentes, para conseguir popularidad y aceptación en las redes sociales, optan por publicar fotografías retocadas para acercarse más a la imagen de las celebridades.  Los peligros de tener al alcance herramientas de edición de un uso tan sencillo como Facetune es que promueven unos ideales de belleza canónicos y establecidos. Además, aplicaciones como esta también han sido criticadas, puesto que propician la creación de identidades falsas en internet que distan completamente de la imagen de la persona real.